# Gyadigunte, Pavagada
Gyadigunte là một làng thuộc tehsil Pavagada, huyện Tumkur, bang Karnataka, Ấn Độ.